# Лук мелкий
Лук мелкий (лат. Allium minutum) — многолетнее травянистое растение, вид рода Лук (Allium) семейства Луковые (Alliaceae).

## Распространение и экология
В природе ареал вида охватывает Памиро-Алай. Эндемик.
Произрастает на щебнистых и пестроцветных склонах гор.

## Ботаническое описание
Луковица яйцевидная, диаметром 0,5—0.75 см, наружные оболочки почти кожистые, чёрно-бурые, раскалывающиеся, с почти сетчатыми жилками. Луковички немногочисленные, некрылатые, мелкие, беловатые, с тонкими жилками. Стебель высотой 10—20 см, на четверть одетый гладкими, расставленными влагалищами листьев.
Листья в числе двух—трёх, шириной около 0,5 мм, нитевидные, полуцилиндрические, желобчатые, гладкие, короче стебля.
Чехол в полтора раза короче зонтика, очень коротко заострённый, остающийся, до основания разорванный. Зонтик коробочконосный, пучковато-полушаровидный или полушаровидный, густой, немногоцветковый. Цветоножки почти равные, равны или в полтора—два раза длиннее околоцветника, без прицветников. Листочки широко-колокольчатого, при основании вдавленного околоцветника белые, с грязно-зелёной жилкой, продолговатые, очень редко, продолговато-ланцетные, обычно короткозаострённые, острые, длиной 4—6 мм, наружные, обычно немного длиннее и шире внутренних. Нити тычинок в два раза короче листочков околоцветника, на треть между собой и с околоцветником сросшиеся, цельные, наружные треугольные, внутренние широко-треугольные, почти в два раза шире наружных. Столбик не выдается из околоцветника.
Коробочка в полтора раза короче околоцветника.

## Таксономия
Вид Лук мелкий входит в род Лук (Allium) семейства Луковые (Alliaceae) порядка Спаржецветные (Asparagales).
|  |                                      |  |                                                             |                                                             |                   |  | ещё 24 семейства (согласно Системе APG II) | ещё 24 семейства (согласно Системе APG II) |                     |  |  |  | ещё более 870 видов |
|  |                                      |  |                                                             |                                                             |                   |  | ещё 24 семейства (согласно Системе APG II) | ещё 24 семейства (согласно Системе APG II) |                     |  |  |  | ещё более 870 видов |
|  |                                      |  |                                                             | порядок Спаржецветные                                       |                   |  |                                            |                                            | род Лук             |  |  |  |                     |
|  |                                      |  |                                                             | порядок Спаржецветные                                       |                   |  |                                            |                                            | род Лук             |  |  |  |                     |
|  | отдел Цветковые, или Покрытосеменные |  |                                                             |                                                             | семейство Луковые |  |                                            |                                            | вид Лук мелкий      |  |  |  |                     |
|  | отдел Цветковые, или Покрытосеменные |  |                                                             |                                                             | семейство Луковые |  |                                            |                                            |                     |  |  |  |                     |
|  |                                      |  | ещё 44 порядка цветковых растений (согласно Системе APG II) | ещё 44 порядка цветковых растений (согласно Системе APG II) |                   |  |                                            | ещё около 300 родов                        | ещё около 300 родов |  |  |  |                     |
|  |                                      |  |                                                             | ещё 44 порядка цветковых растений (согласно Системе APG II) |                   |  |                                            |                                            | ещё около 300 родов |  |  |  |                     |